# Missy Higgins

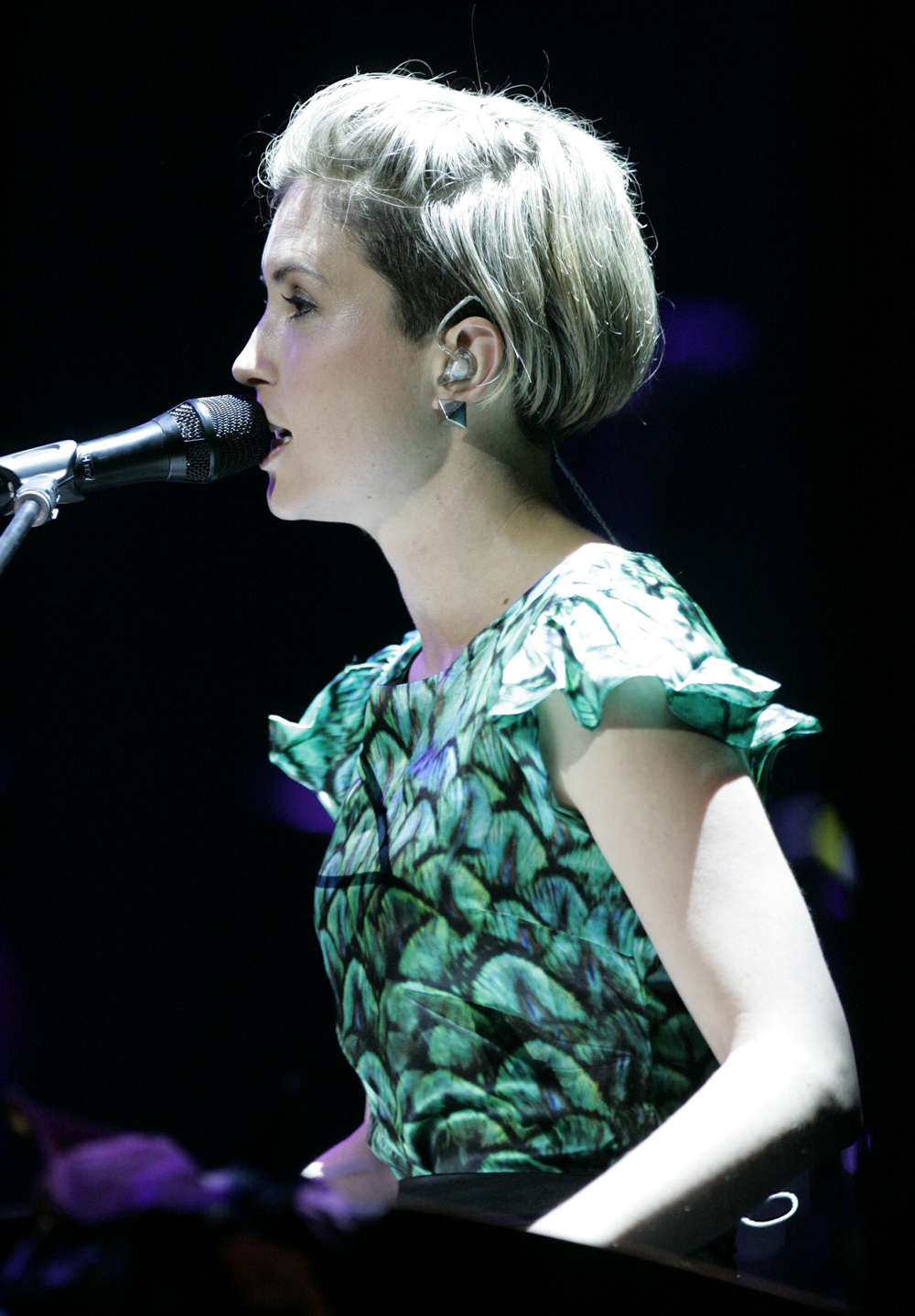
Missy Higgins (2013)

Missy Higgins (* 19. August 1983 in Melbourne; richtiger Name Melissa Morrison Higgins) ist eine australische Singer-Songwriterin. Mitte der 2000er Jahre wurde sie mit Hits wie Scar und The Special Two bekannt. Mit zwei EPs und drei Alben konnte sie sich auf Platz 1 der australischen Charts platzieren.

## Biografie

### Anfänge
Melissa Higgins sang bereits in ihrer Jugend gelegentlich in der Band ihres Bruders und nahm während der Schulzeit am Kool-Skools-Programm teil, einem südostaustralischen Projekt, das Schülern Gelegenheit zu professionellen Musikaufnahmen und Auftritten gibt. 2001 hatte sie ihren ersten großen Erfolg, als sie den Talentwettbewerb Unearthed des Radiosenders Triple J in der Metropole Melbourne gewann.
Daraufhin nahm John Watson sie bei seinem Independent-Plattenlabel Eleven unter Vertrag und im November 2003 erschien die The Missy Higgins EP mit dem Unearthed-Siegertitel All for Believing und drei weiteren Songs. Die Platte fand allerdings noch wenig Beachtung.

### Durchbruch
Dies änderte sich schlagartig 2004 mit der zweiten Veröffentlichung. Die Scar EP stieg auf Platz 1 der australischen Charts ein und wurde mit Platin ausgezeichnet (entspricht 70.000 verkauften Exemplaren). Sie war einer der größten Erfolge des Jahres und wurde bei den ARIA Music Awards 2004, dem Musikpreis der australischen Plattenindustrie, als beste Popsingle ausgezeichnet. Außerdem gewannen Missy Higgins und Kevin Griffin von Better Than Ezra als Autoren des Titelsongs Scar zwei Hauptpreise bei den APRA song writing awards.
Das nachfolgende Debütalbum The Sound of White, das in den USA produziert wurde, tat es der Scar-EP gleich und eroberte Platz 1 der Albumcharts. Sieben Wochen lang hielt das Album die Spitzenposition und blieb über ein Jahr in den Charts. Es war das meistverkaufte Album des Jahres in Australien und hat über die Jahre hinweg 12-fach-Platin-Status (840.000 verkaufte Exemplare) erreicht.
Entsprechend war Missy Higgins nun einer der Stars der australischen Musikszene. Sie startete ihre eigene Tour. Beim nationalen Benefizkonzert für die Tsunami-Opfer 2004 war sie einer der Headliner. Und bei den ARIA Music Awards 2005 gewann sie fünf Auszeichnungen bei sieben Nominierungen, darunter als Künstlerin und Newcomerin des Jahres und für das Album des Jahres. Auch bei den MTV Australia Video Music Awards wurde sie als beste Newcomerin ausgezeichnet.

### National und international
2005 dehnte sie ihre Karriere auf den englischsprachigen Raum aus und veröffentlichte ihre nächste Single Ten Days auch in den USA und in Großbritannien und ging 2006 in diesen Ländern auf Tour.
In den USA produzierte sie danach auch ihr zweites Album On a Clear Night, mit dem sie in ihrer Heimat nahtlos an den Erfolg ihres Debüts anknüpfen konnte. Die vorab veröffentlichte EP Steer stieg Ende April 2007 ebenso auf Platz 1 der australischen Charts ein, wie zwei Wochen später das Album.
Im Juli 2007 trat sie beim australischen Konzert von Live Earth auf.
2009 konnte sie auch in den USA einen ersten Erfolg feiern. Das Album On a Clear Night schaffte es in die Billboard 200 und mit der Single Where I Stood kam sie bis in die Top 10 der Adult-Contemporary-Charts. Im selben Jahr erschien in Australien auch die Musicalverfilmung Bran Nue Dae, in der Missy Higgins eine Schauspielrolle übernommen hatte.
Ihr drittes Album produzierte die Sängerin in Nashville. Drei Jahre vergingen bis zur Veröffentlichung von The Ol' Razzle Dazzle. In ihrer Heimat erreichte sie damit 2012 erneut Platz 1 und in den USA kam sie unter die Top 100 der Albumcharts.
Bereits 2014 folgte eine Produktion mit Coverversionen australischer Musiker von Slim Dusty bis Paul Kelly. Benannt wurde
das Album Oz, die umgangssprachliche Kurzbezeichnung für Australien. Erstmals verpasste Higgins damit Platz 1 um zwei Plätze und auch eine Platinauszeichnung. Auch im Ausland war das Interesse nicht groß.

### Familie und weitere Alben
In den folgenden Jahren trat sie zwar weiterhin auf – unter anderem als Support von Ed Sheeran –, aber ihr Privatleben nahm den wichtigeren Teil ihres Lebens ein. Sie wurde zweifache Mutter und heiratete 2016 den australischen Comedian Dan Lee.
Nachdenkliche Töne über Gegenwart und Zukunft prägten dann auch ihr nächstes Album Solastalgia, das sie 2018 fertigstellte. Musikalisch entfernte es sich von ihrem klassischen Songwriterstil hin zu elektronischer Produktion. Zum zweiten Mal in Folge kam sie damit auf Platz 3 der Charts.
2021 schrieb sie Musik für die TV-Serie Total Control über eine den Aborigines zugehörige Politikerin. Aus der Begleitmusik produzierte sie ein Minialbum mit 6 Songs, wobei der Titelsong ein Cover eines Hits der Motels aus dem Jahr 1979 ist. Mit dem Album erreichte sie 2022 erneut Platz 3 der Charts.

### Musik
Ihre Musik wird in die Kategorie Alternative Pop-Rock eingeordnet. Während bei ihrem ersten Album The Sound of White und dem Hit Scar noch die Pianobegleitung dominierte, ging Missy Higgins beim zweiten Album On a Clear Night mehr zur Gitarre über. Zu ihren Besonderheiten gehört, dass sie ihre Singles vorzugsweise im EP-Format, also mit vier verschiedenen Titeln auf einer Maxi-CD, veröffentlicht. Zudem singt sie ihre Lieder mit starkem australischen Akzent.

## Auszeichnungen
ARIA Music Awards:
- Best Female Artist 2005 und 2007
- Breakthrough Artist – Album 2005 für The Sound of White
- Album of the Year 2005 für The Sound of White
- Best Pop Release 2004 für Scar EP und 2005 für The Sound of White
- Highest Selling Album 2005 für The Sound of White
- Best Adult Contemporary Album 2012 für The Ol’ Razzle Dazzle
- Best Video 2012 für Everyone’s Waiting

MTV Australia Video Music Awards:
- Breakthrough Artist (2005)

APRA Awards:
- Song of the Year (2005 für Scar), Breakthrough Award (2005)

## Diskografie

### Alben
| Jahr | Titel                     | Höchstplatzierung, Gesamtwochen, AuszeichnungChartplatzierungen (Jahr, Titel, Platzierungen, Wochen, Auszeichnungen, Anmerkungen) | Höchstplatzierung, Gesamtwochen, AuszeichnungChartplatzierungen (Jahr, Titel, Platzierungen, Wochen, Auszeichnungen, Anmerkungen) | Höchstplatzierung, Gesamtwochen, AuszeichnungChartplatzierungen (Jahr, Titel, Platzierungen, Wochen, Auszeichnungen, Anmerkungen) | Anmerkungen                              |
| Jahr | Titel                     | AU | NZ | US | Anmerkungen                              |
| ---- | ------------------------- | --- | --- | --- | ---------------------------------------- |
| 2004 | The Sound of White        | AU1 ×12Zwölffachplatin · (85 Wo.)AU                                                                                               | NZ19 (11 Wo.)NZ | — | Erstveröffentlichung: 6. September 2004  |
| 2007 | On a Clear Night          | AU1 ×4Vierfachplatin · (39 Wo.)AU                                                                                                 | NZ14 (3 Wo.)NZ | US193 (1 Wo.)US | Erstveröffentlichung: 28. April 2007     |
| 2012 | The Ol’ Razzle Dazzle     | AU1 Platin · (23 Wo.)AU | NZ22 (4 Wo.)NZ | US83 (1 Wo.)US | Erstveröffentlichung: 1. Juni 2012       |
| 2014 | Oz                        | AU3 Gold · (8 Wo.)AU | NZ39 (1 Wo.)NZ | — | Erstveröffentlichung: 19. September 2014 |
| 2018 | Solastalgia               | AU3 (4 Wo.)AU | — | — | Erstveröffentlichung: 27. April 2018     |
| 2018 | The Special Ones: Best Of | AU7 (6 Wo.)AU | — | — | Erstveröffentlichung: 16. November 2018  |
| 2022 | Total Control             | AU3 (1 Wo.)AU | — | — | Erstveröffentlichung: 4. März 2022       |
| 2024 | The Second Act            | AU1 (… Wo.)AU | — | — | Erstveröffentlichung: 6. September 2024  |

### Singles und EPs
Besonderheit in Australien: hier werden EPs mit bis zu vier Titeln in den Singlecharts gewertet.

| Jahr | Titel Album                              | Höchstplatzierung, Gesamtwochen, AuszeichnungChartplatzierungen (Jahr, Titel, Album, Platzierungen, Wochen, Auszeichnungen, Anmerkungen) | Höchstplatzierung, Gesamtwochen, AuszeichnungChartplatzierungen (Jahr, Titel, Album, Platzierungen, Wochen, Auszeichnungen, Anmerkungen) | Anmerkungen                                                                                      |
| Jahr | Titel Album                              | AU | NZ | Anmerkungen                                                                                      |
| ---- | ---------------------------------------- | --- | --- | ------------------------------------------------------------------------------------------------ |
| 2004 | The Missy Higgins EP –                   | AU49 (1 Wo.)AU | — | Songs: Greed for Your Love / Falling / All for Believing / The Special Two                       |
| 2004 | Scar (EP) –                              | AU1 ×5Fünffachplatin · (21 Wo.)AU | NZ20 (13 Wo.)NZ | Songs: Scar / Casualty / Dancing Dirt into the Snow / The Cactus That Found the Beat             |
| 2004 | Ten Days The Sound of White              | AU12 Platin · (20 Wo.)AU | NZ39 (5 Wo.)NZ |                                                                                                  |
| 2005 | The Special Two EP –                     | AU2 ×2Doppelplatin · (19 Wo.)AU | — | Songs: The Special Two / Drop the Mirror / Blind Winter / You Just Like Me Cause I’m Good in Bed |
| 2005 | The Sound of White                       | AU22 Gold · (5 Wo.)AU | — |                                                                                                  |
| 2007 | Steer EP                                 | AU1 ×2Doppelplatin · (11 Wo.)AU | — | Songs: Steer / Dusty Road / The Battle / Leave a Note (Demo)                                     |
| 2007 | Where I Stood On a Clear Night           | AU10 Platin · (7 Wo.)AU | — | US: Gold                                                                                         |
| 2012 | Everyone’s Waiting The Ol’ Razzle Dazzle | AU11 ×2Doppelplatin · (10 Wo.)AU | — |                                                                                                  |
| 2016 | Oh Canada –                              | AU46 (1 Wo.)AU | — |                                                                                                  |

Weitere Singles und EPs
- All for Believing (EP, 2005)
- Peachy (2007, AU: Gold)
- 100 Round the Bends (2008)
- More Than This (2009)
- Steer & More (2009)
- The Acoustic Sessions (EP, 2009)
- Unashamed Desire (2012)
- Hello Hello (2012)
- Hearts a Mess (2012)
- We Ride (2013)
- Shark Fin Blues (2014)
- The Way You Are Tonight (2014)
- Back to the Wall (2014)
- Torchlight (2017)
- Futon Couch (2018, AU: Platin)
- Song for Sammy (2019)
- Carry You (2020)
- When the Machine Starts (2020)
- Edge of Something (2021)

## Filmografie
- 2010: Bran Nue Dae[9]